# ジャパン (競走馬)
ジャパン（英：Japan）はイギリス生産、アイルランド調教の競走馬である。主な勝ち鞍は2019年のパリ大賞典(GI)、インターナショナルステークス(GI)。
「ジャパン」の名は2014年の英ダービー馬オーストラリアなどと同様にクールモアグループが国名にちなんで名付けたもので、日本との直接的な関係はなかったが、2020年1月31日に日本の株式会社キーファーズ代表取締役社長である松島正昭が馬の所有権を購入して、クールモアグループとの共同所有となった。クールモアはグループ総帥のジョン・マグナーの妻であるスーザン・マグナー、ブックメーカー「アーサープリンス」元オーナーのマイケル・テイバー、同じくブックメーカー「ラドブロークス」トレーディングディレクターのデリック・スミスによる共同所有の形を取っており、報道上では「クールモアとキーファーズの共同所有」とされるが正式な馬主の名義は「Derrick Smith, Mrs John Magnier, Michael Tabor & Masaaki Matsushima」の4者となる。なお、勝負服については、日本中央競馬会で海外馬券が発売されるレースの出走時を中心にキーファーズの勝負服を着用し、クールモアの3名とのローテーションで回している。

## 戦績
2016年2月22日にイギリスで誕生。翌年10月のタタソールズ1歳馬セールにて、クールモアグループによって130万ギニーで落札された。2018年9月、エイダン・オブライエン厩舎からデビュー。
2019年の英ダービーでは僚馬アンソニーヴァンダイクの3着に入線した。次戦のキングエドワード7世ステークスを4馬身半で圧勝した後、フランスのパリ大賞典を制してG1初制覇を果たす。
日本からシュヴァルグランも出走していた8月21日のインターナショナルステークスには3番人気で出走。ゴール前で1番人気クリスタルオーシャンをアタマ差競り落とし、G1連勝となった。オブライエン師は「ダンテステークスから毎月良化してきている。信じられないぐらいだよ」と称賛した。続く凱旋門賞にはオブライエン厩舎からマジカルとの二頭出しとなり、ライアン・ムーアはジャパンに騎乗。地元フランスのソットサスと並ぶ3歳馬の代表格としてエネイブルのジョン・ゴスデン調教師からもライバル視されていた。重馬場で行われたレースでは直線で上位陣の争いに加わったものの、最後に力尽きて4着に終わる。
2020年の初戦はプリンスオブウェールズステークスに出走して4着、翌月エクリプスステークスでガイヤースやエネイブルと再戦するも、2頭に及ばず3着となった。次走のキングジョージ6世＆クイーンエリザベスステークスではエネイブルと愛ダービー馬ソヴリンの3頭のみの出走となったが、直線で2頭に大きく差を付けられて最下位。その後の検査で挫跖が判明した。愛チャンピオンステークスの5着を挟んで、凱旋門賞は鞍上に武豊を迎えて出走する予定であった。しかし、オブライエン厩舎で使用されているゲイン社の飼料から禁止薬物が検出されたことを受け、同馬含む4頭の尿検査が実施された。検査の結果、4日朝（日本時間）に陽性 であった為出走取消 となった。その後、仕切り直しでチャンピオンステークスに出走したが9着に終わった。
2021年も現役を続行。初戦のオーモンドステークス（G3）を勝利した後、6月のコロネーションカップは3着、ハードウィックステークス（G2）は6着に敗れた。7月のメルドステークス（G3）を勝利して、米国へ遠征。8月のソードダンサーインビテーショナルステークスはグーフォのクビ差2着と惜敗し、続く10月のターフクラシックステークスは6着、ブリーダーズカップ・ターフは4着という成績であった。日本に遠征し、11月28日のジャパンカップに武豊を鞍上に迎えて出走するも8着に終わり、現役を引退した。引退後はドイツのエッツァン牧場で種牡馬入りする。

### 競走成績
以下の内容は、Racing Post の情報に基づく。
| 出走日      | 競馬場           | 競走名                  | 格 | 距離    | 着順 | 騎手           | 着差      | 1着（2着）馬         |
| ----------- | ---------------- | ----------------------- | -- | ------- | ---- | -------------- | --------- | -------------------- |
| 2018.09.01  | カラ             | 未勝利                  |    | 芝8f    | 7着  | W.ローダン     | 6馬身1/2  | Sydney Opera House   |
| 0000.09.12  | リストーエル     | 未勝利                  |    | 芝7f    | 1着  | D.オブライエン | 3/4馬身   | （Aristocratic Man） |
| 0000.09.30  | ナース           | ベレスフォードS         | G2 | 芝8f    | 1着  | J.ヘファーナン | 短頭      | （Mount Everest）    |
| 2019.05.16  | ヨーク           | ダンテS                 | G2 | 芝10.5f | 4着  | R.ムーア       | 5馬身3/4  | Telecaster           |
| 0000.06.01  | エプソム         | ダービーS               | G1 | 芝12f   | 3着  | W.ローダン     | 1/2馬身   | （Anthony Van Dyck） |
| 0000.06.21  | アスコット       | キングエドワード7世S    | G2 | 芝12f   | 1着  | R.ムーア       | 4馬身1/2  | （Bangkok）          |
| 0000.07.14  | パリロンシャン   | パリ大賞典              | G1 | 芝12f   | 1着  | R.ムーア       | 1/2馬身   | （Slalom）           |
| 0000.08.21  | ヨーク           | インターナショナルS     | G1 | 芝10.5f | 1着  | R.ムーア       | アタマ    | （Crystal Ocean）    |
| 0000.10.06  | パリロンシャン   | 凱旋門賞                | G1 | 芝12f   | 4着  | R.ムーア       | 4馬身     | Waldgeist            |
| 2020.06.17  | アスコット       | プリンスオブウェールズS | G1 | 芝10f   | 4着  | R.ムーア       | 1/2馬身   | Lord North           |
| 0000.07.05  | サンダウン       | エクリプスS             | G1 | 芝10f   | 3着  | R.ムーア       | アタマ    | Ghaiyyath            |
| 0000.07.25  | アスコット       | KGⅥ＆QES                | G1 | 芝12f   | 3着  | R.ムーア       | 大差      | Enable               |
| 0000.09.12  | レパーズタウン   | 愛チャンピオンS         | G1 | 芝10f   | 5着  | R.ムーア       | 4馬身1/2  | Magical              |
| 0000.10.17  | アスコット       | チャンピオンS           | G1 | 芝10f   | 9着  | C.キーン       | 12馬身1/2 | Addeybb              |
| 2021.05.06  | チェスター       | オーモンドS             | G3 | 芝13.5f | 1着  | R.ムーア       | 3/4馬身   | （Trueshan）         |
| 0000.06.04  | エプソム         | コロネーションC         | G1 | 芝12f   | 3着  | R.ムーア       | 7馬身1/4  | Pyledriver           |
| 0000.06.19  | アスコット       | ハードウィックS         | G2 | 芝12f   | 6着  | W.ローダン     | 7馬身1/4  | Wonderful Tonight    |
| 0000.07.15  | レパーズタウン   | メルドS                 | G3 | 芝12f   | 1着  | R.ムーア       | 短頭      | Maker Of Kings       |
| 0000.08.28  | サラトガ         | ソードダンサーS         | G1 | 芝12f   | 2着  | R.ムーア       | クビ      | Gufo                 |
| 0000.010.9  | ベルモントパーク | ジョーハーシュターフ    | G1 | 芝12f   | 6着  | W.ローダン     | 5馬身     | Rockemperor          |
| 0000.011.6  | デルマー         | BCターフ                | G1 | 芝12f   | 4着  | R.ムーア       | 3馬身     | Yibir                |
| 0000.011.28 | 東京             | ジャパンC               | G1 | 芝2400m | 8着  | 武豊           | 5馬身1/2  | コントレイル         |

- 距離の"f"はハロン (≒201.17 m)

## 血統表
| ジャパンの血統       | ジャパンの血統                                                        | ジャパンの血統                                                        | （血統表の出典）                                                      | （血統表の出典） |
| 父系                 | サドラーズウェルズ系                                                  | サドラーズウェルズ系                                                  | サドラーズウェルズ系                                                  | [ § 2 ]          |
| 父 Galileo 1998 鹿毛 | 父の父Sadler's Wells 1981 鹿毛                                        | Northern Dancer                                                       | Nearctic                                                              | Nearctic         |
| 父 Galileo 1998 鹿毛 | 父の父Sadler's Wells 1981 鹿毛                                        | Northern Dancer                                                       | Natalma                                                               |                  |
| 父 Galileo 1998 鹿毛 | 父の父Sadler's Wells 1981 鹿毛                                        | Fairy Bridge                                                          | Bold Reason                                                           | Bold Reason      |
| 父 Galileo 1998 鹿毛 | 父の父Sadler's Wells 1981 鹿毛                                        | Fairy Bridge                                                          | Special                                                               |                  |
| 父 Galileo 1998 鹿毛 | 父の母Urban Sea 1989 栗毛                                             | Miswaki                                                               | Mr. Prospector                                                        | Mr. Prospector   |
| 父 Galileo 1998 鹿毛 | 父の母Urban Sea 1989 栗毛                                             | Miswaki                                                               | Hopespringseternal                                                    |                  |
| 父 Galileo 1998 鹿毛 | 父の母Urban Sea 1989 栗毛                                             | Allegretta                                                            | Lombard                                                               | Lombard          |
| 父 Galileo 1998 鹿毛 | 父の母Urban Sea 1989 栗毛                                             | Allegretta                                                            | Anatevka                                                              |                  |
| 母 Shastye 2001 鹿毛 | 母の父*デインヒル Danehill 1986 鹿毛                                  | Danzig                                                                | Northern Dancer                                                       | Northern Dancer  |
| 母 Shastye 2001 鹿毛 | 母の父*デインヒル Danehill 1986 鹿毛                                  | Danzig                                                                | Pas de Nom                                                            |                  |
| 母 Shastye 2001 鹿毛 | 母の父*デインヒル Danehill 1986 鹿毛                                  | Razyana                                                               | His Majesty                                                           | His Majesty      |
| 母 Shastye 2001 鹿毛 | 母の父*デインヒル Danehill 1986 鹿毛                                  | Razyana                                                               | Spring Adieu                                                          |                  |
| 母 Shastye 2001 鹿毛 | 母の母Saganeca 1988 黒鹿毛                                            | Sagace                                                                | Luthier                                                               | Luthier          |
| 母 Shastye 2001 鹿毛 | 母の母Saganeca 1988 黒鹿毛                                            | Sagace                                                                | Seneca                                                                |                  |
| 母 Shastye 2001 鹿毛 | 母の母Saganeca 1988 黒鹿毛                                            | Haglette                                                              | Hagley                                                                | Hagley           |
| 母 Shastye 2001 鹿毛 | 母の母Saganeca 1988 黒鹿毛                                            | Haglette                                                              | Sucrette                                                              |                  |
| 母系(F-No.)          | 11号族(FN:11-d)                                                       | 11号族(FN:11-d)                                                       | 11号族(FN:11-d)                                                       | [ § 3 ]          |
| 5代内の近親交配      | Northern Dancer3×4＝18.75%、Natalma4×5×5＝12.50%、Buckpasser5×5=6.25% | Northern Dancer3×4＝18.75%、Natalma4×5×5＝12.50%、Buckpasser5×5=6.25% | Northern Dancer3×4＝18.75%、Natalma4×5×5＝12.50%、Buckpasser5×5=6.25% | [ § 4 ]          |
| 出典                 | 1. 2. 3. 4.                                                           | 1. 2. 3. 4.                                                           | 1. 2. 3. 4.                                                           | 1. 2. 3. 4.      |

- 全弟モーグル(Mogul)は仏G1パリ大賞典[11]、香港ヴァーズ[12] の勝ち馬。
- 全姉シークレットジェスチャー(Secret Gesture)は英G2ミドルトンステークスの勝ち馬で、2013年の英オークス・独オークスでの2着がある[13]。
- 全兄サーアイザックニュートン(Sir Isaac Newton)は愛G3インターナショナルステークスの勝ち馬[14]。
- 母の半兄に凱旋門賞馬サガミックス（Sagamix）、クリテリウムドサンクルーの勝ち馬で2001年の凱旋門賞では武豊を鞍上に3着に入ったサガシティ（Sagacity）[15]。
- いとこにイスパーン賞の勝ち馬セージバーグ（Sageburg）、サンタラリ賞の勝ち馬サガワラ（英語版）（Sagawara）。
- 5代母La Mirambuleを祖とする牝系にはジャパンカップ優勝馬ルグロリュー、仏二冠馬ロペデヴェガ（Lope De Vega）などがいる。